# Didymos (planetka)
(65803) Didymos (předběžné označení 1996 GT) je binární planetka řazená do kategorie blízkozemních a potenciálně nebezpečných planetek. Planetka byla objevena roku 1996 0,91m dalekohledem na americké Národní observatoři Kitt Peak v rámci rozjíždějícího se projektu pro hledání planetek a komet Spacewatch.
V září 2022 přiletěla k planetce americká sonda DART, která cíleně narazila do jejího měsíce Dimorphos. V prosinci 2026 by k planetce měla dorazit evropská sonda Hera, která bude detailně studovat kráter po nárazu sondy DART.

## Popis
Didymos patří do Apollonovy skupiny planetek – obíhá až za dráhou Země, nekříží se s ní, ale může se k ní přiblížit až na 6,1 miliónu km. Nejblíže se  ke Slunci může přiblížit na 1,013 AU (151 mil. km), nejdále od něj může být 2,276 AU (340 mil. km). Protíná tedy dráhu Marsu.
K Zemi se přiblížil v listopadu 2003 na 7,16 mil. km. Další podobně blízké setkání bylo vypočteno na listopad 2123.
Průměr planetky byl radarovými měřeními upřesněn na 0,78 ± 0,08 km. Planetka oběhne Slunce za 2,11 roku (770 dní). Kolem své osy se otočí za 2,26 hod.

### Měsíc

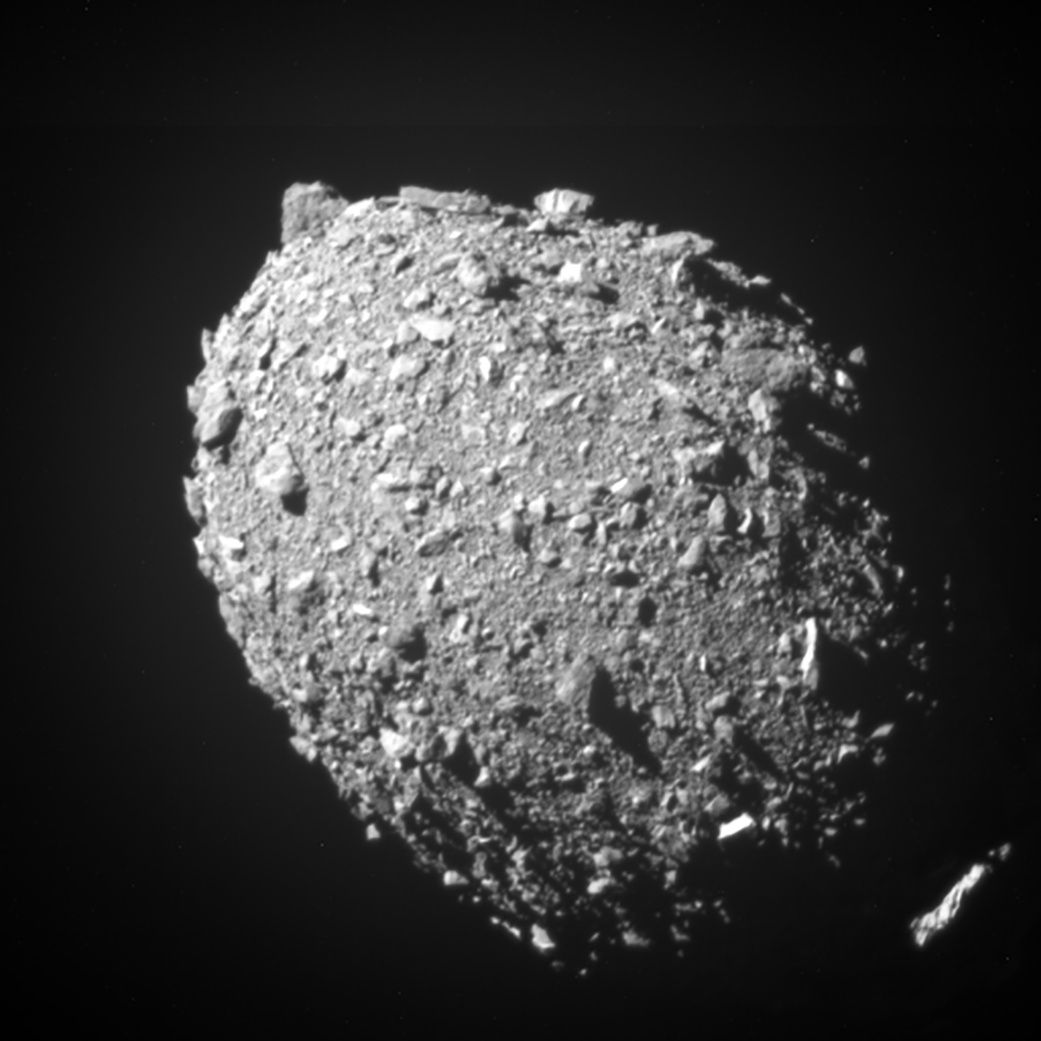
Měsíc Dimorphos na snímku ze sondy DART

U planetky byl v roce 2003 týmem Petra Pravce z Ondřejovské hvězdárny objeven měsíc, oficiálně označený S/2003 (65803) 1 a pojmenovaný Dimorphos. Má průměr asi 160 m a oběžnou dobu 11,9 hod. Původně byl neoficiálně znám pod přezdívkou Didymoon.

## Mise k planetce
Měsíc Dimorphos byl cílem americké sondy DART (Double Asteroid Redirection Test) připravované v NASA, která dne 26. září 2022 ve 23.16 UTC (1.16 SELČ 27. září) cíleně narazila do měsíce. Měla tím ověřit, zda je lidstvo tímto způsobem schopno odklánět planetky, které by hrozily nárazem do Země.
V roce 2026 by měla k planetce dorazit evropská sonda Hera, která by ji měla detailně studovat po impaktu sondy DART.